# Московский государственный индустриальный университет
Моско́вский госуда́рственный индустриа́льный университе́т — высшее учебное заведение в Москве, существовавшее в 1960—2014 годах. Ныне является структурным подразделением Московского политехнического университета

## История
1 марта 1960 года был открыт Завод-ВТУЗ при ЗИЛе на базе филиала МАМИ.
1972 год — произошёл переезд Завода-ВТУЗа в новое здание на Автозаводской улице.
1988 год — Завод-ВТУЗ при ЗИЛе был переименован в Московский автомобилестроительный институт — МАСИ (ВТУЗ-ЗИЛ).
1996 год — институту был присвоен статус университетского комплекса, произведено переименование в Московский государственный индустриальный университет (МГИУ).
2002 год — МГИУ вошёл в группу лидеров по масштабности и объёму использования дистанционных образовательных технологий.
30 декабря 2014 года был издан приказ № 1649 министра образования и науки РФ Ливанова Д. В. о реорганизации МГИУ путём присоединения его к МАМИ.
Летом 2015 года был проведён конкурс на замещение вакантных должностей профессорского-преподавательского состава МАМИ, в котором участвовала часть преподавателей МГИУ.
1 сентября 2015 года университет прекратил своё существование и окончательно присоединился к МАМИ в качестве структурного подразделения.

## Описание
МГИУ вёл подготовку по 14 инженерным, 7 экономическим и 2 юридическим специальностям.
В университете преподавали 9 академиков, более 120 докторов наук и профессоров, более 350 кандидатов наук и доцентов. Ведущие преподаватели МГИУ принимали активное участие в работе международных симпозиумов и конференций и неоднократно приглашались для чтения лекций за рубежом.
В МГИУ реализовывались следующие уровни профессионального образования:
- высшее образование — бакалавриат;
- высшее образование — специалитет, магистратура;
- высшее образование — подготовка кадров высшей квалификации. Кроме того, реализовывалось дополнительное профессиональное образование (второе высшее образование), а также профессиональное обучение;
- профессиональная подготовка;
- профессиональная переподготовка;
- повышение квалификации.

Одним из основных преимуществ МГИУ являлась интегрированная система обучения студентов. Интегрированная система органично сочетала теоретическую подготовку и поэтапную профессиональную подготовку на базовых предприятиях ВПК, авто- и самолётостроении, авиаперевозок и др. (ежегодная летняя практика студентов 1-3 курсов, и полный рабочий день, начиная со второго семестра 4 курса). Интегрированная система позволяла студентам МГИУ получить необходимые профессиональные навыки, опыт и стаж работы (в том числе на инженерно-технических должностях) и 100 % трудоустройство на базовых предприятиях. В соответствии с постановлением Правительства РФ № 421 от 9 июня 2010 г. «О государственном плане подготовки научных работников и специалистов для организаций оборонно-промышленного комплекса на 2011—2015 годы» ФГБОУ ВПО «МГИУ» осуществлял целевой приём студентов для предприятий Минпромторга и Роскосмоса.
Студенты очной формы обучения пользовались всеми льготами, установленными для студентов ВУЗов России (стипендия, отсрочка от службы в армии, льготная оплата проезда в городском транспорте и др.).
Университет располагал шестью основными корпусами, а также зданием отделения довузовского образования МГИУ в Братеево (ул. Борисовские пруды, д. 8, корп. 2). Общежитием являлись 4 подъезда типового 9-этажного дома по адресу Днепропетровская ул, 27 корп.1.
При МГИУ функционировали 34 подшефных средних учебных заведения, автошкола, магистратура, аспирантура, докторантура и диссертационные советы, редакционно-издательский центр, информационно-вычислительный центр, Институт дистанционного образования, межвузовский образовательный центр инженерного творчества, учебно-научный центр «Новые технологии обучения».
Слияние четырёх институтов, проводимое в 2015—2016 годах, дало студентам возможность пользоваться инфраструктурой этих ВУЗов, например, базами отдыха, научными и учебными лабораториями, общежитиями, библиотеками и др.

## Структурные подразделения
Учебные институты

В состав университета входило семь институтов:
- Институт информационных технологий и управления в технических системах (ИИТУ)
- Технологический институт (ТИ)
- Институт энергетики и транспортных систем (ИЭТС)
- Юридический институт (ЮИ)
- Институт экономики и управления (ИЭУ)
- Институт социальных и гуманитарных технологий (СГТИ)
- Институт дистанционного образования (ИДО) (позволял проводить обучения студентов не только в России, но и за рубежом (Белоруссия, Украина, Литва, Казахстан, Болгария, Чехия, Кипр, Израиль). Всего в системе ИДО обучение получали 20 000 студентов).

Филиалы
- В Кинешме (Ивановская область) — закрыт в 2015 году
- В Вязьме (Смоленская область)[5]
- В Рославле (Смоленская область)
- В Кирове (Кировская область)
- В Сергиевом Посаде (Московская область) — закрыт в 2016 году[6]
- В Жуковском (Московская область)

Представительства
- В Брянске (Брянская область)
- В Белой Калитве (Ростовская область)
- В Наро-Фоминске (Московская область)
- В Лотошино (Московская область)
- В Радужном (Московская область)
- В Чехове (Московская область)
- В Серпухове (Московская область)
- В Протвино (Московская область)
- В Солнечногорске (Московская область)
- В Электростали (Московская область)
- В Уфе (Башкирия)
- В Давлеканово (Башкирия)
- В Мценске (Орловская область)
- В Иркутске (Иркутская область)
- В Ижевске (Удмуртская республика)
- В Нальчике (Кабардино-Балкарская республика)
- В Калининграде (Калининградская область)
- В Жукове (Калужская область)
- В Астрахани (Астраханская область)
- В Подольске (Московская область)
- В Петропавловске-Камчатском (Камчатский край)

Партнёры
- В Минске (Белоруссия)
- В Вильнюсе (Литва)
- В Харькове (Украина)

### Основные предприятия-партнёры
- ЗиЛ (Московский автомобильный завод им. Лихачёва) и его филиалы в Москве и других городах.
- АЗЛК (Автомобильный завод им. Ленинского Комсомола).
- 1 ГПЗ (Первый Государственный подшипниковый завод)
- ФГУП НПЦАП имени Н. А. Пилюгина
- РСК МиГ
- Московский институт теплотехники
- Аэропорт «Домодедово»
- ОАО «Тактическое ракетное вооружение»
- НИЦ ракетно-космической промышленности
- ФГУП ГКНПЦ имени М. В. Хруничева
- ОАО «Тушинский машиностроительный завод»
- Вольво
- ВТБ 24
- Щербинский лифтостроительный завод[7]

## Известные преподаватели
- Авраамов Юрий Серафимович
- Акулов Александр Иванович
- Андреев Геннадий Николаевич — к. ф.-м. н., доцент, лауреат премии имени Н. Е. Жуковского[8].
- Арифулин Александр Алиевич - д. ю. н., профессор, заслуженный юрист Российской Федерации, заместитель Председателя Высшего Арбитражного Суда СССР и Высшего Арбитражного Суда Российской Федерации в отставке.
- Ганаго Олег Александрович[9] (1925-2019) - д.т.н., профессор, автор более 200 научных работ и 71 изобретения. Заслуженный работник высшей школы Российской Федерации (2000 г.[10]), зав. кафедрой "Обработка металлов давлением"  (1972-2000)
- Гордон Владимир Осипович.
- Гулиа Нурбей Владимирович.
- Дёмин Виктор Алексеевич(р. 1949) - д.т.н., профессор, кавалер Ордена Дружбы (2000 г.[10]). Автор более 80 научных работ, проректор, на 2010 год - ректор МГИУ
- Ераксин Валентин Всеволодович - к. ю. н., автор книг и учебников по уголовному и уголовно-процессуальному праву СССР и РФ.
- Кригер Анатолий Маврикиевич
- Лызо Александр Павлович (1909-1980) - д.т.н., профессор, первый ректор[11] (с 1960) Завода-ВТУЗа при ЗиЛе.
- Миносцев Вениамин Борисович — д. ф.-м. н., профессор, заслуженный работник высшей школы РФ (2000 г[10]), лауреат премии имени Н. Е. Жуковского[12]. До трудоустройства в МГИУ работал в исследовательском центре имени М. В. Келдыша и в Институте механики МГУ, где занимался работами, связанными с аэродинамикой летательных аппаратов. Разработал метод расчёта сверхзвуковой области трёхмерного обтекания тел и применил его к исследованию аэродинамических характеристик спускаемых космических аппаратов. Автор и главный редактор учебных пособий по высшей математике, изданных РИЦ МГИУ и ИНФО.
- Омельченко Олег Анатольевич - д. ю. н., профессор, автор книг и учебников по истории государства и права зарубежных стран.
- Пацация Малхаз Шотаевич - д. ю. н., автор нескольких монографий и научных работ по теории государства и права, хозяйственному праву РФ.
- Протас Елена Васильевна - д. п. н., к. ю. н., профессор.
- Пушкарь Евгений Александрович — д. ф.-м. н., профессор, лауреат Государственной премии РФ в области науки и техники за 2003 год (в составе коллектива соавторов за цикл работ «Нелинейные волны в сплошных средах, описываемые гиперболическими системами уравнений высокого порядка: разрывы и их структуры»)[13][14]. Автор учебных пособий, изданных РИЦ МГИУ и ИНФО.
- Рогов Владимир Александрович - д. ю. н., профессор, автор книг и учебников по истории государства и права России.
- Сиротин Аркадий Степанович - к. ю. н., автор книг и монографий по теории государства и права.
- Хохлов Николай Григорьевич[15] (р. 1936) - д.т.н, профессор, автор более 130 научных трудов. Лауреат государственных наград и премий, на 2003 год - ректор[16] МГИУ
- Швец Василий Васильевич
- Шмидт Владимир Оттович (1920-2008[17]) - к.т.н, профессор, кавалер ордена Почёта (2000 г.[10]), автор более 60 научных работ.
- Шнейдер Владимир Евгеньевич (1912-1984) - д. ф.-м. н., профессор, зав. кафедрой высшей математики, соавтор учебника "Краткий курс высшей математики[18]" (1972)